# Saint-Deniscourt
Saint-Deniscourt é uma comuna francesa na região administrativa de Altos da França, no departamento de Oise. Estende-se por uma área de 4,68 km². Em 2010 a comuna tinha 87 habitantes (densidade: 18,6 hab./km²).